# Кнеїс
Кнеїс (араб. أرخبيل الكنائس) — архіпелаг з невеликих островів в затоці Габес, розташований за декілька кілометрів від Тунісу і приблизно за 50 кілометрів від портового міста Сфакс.